# 최성환 (작곡가)
최성환(1936년~1981년)은 조선민주주의인민공화국의 음악가이자 작곡가였으며, 1976년에 현대 클래식 음악인 " 아리랑 환상곡 "을 작곡한 것으로 유명하다.